# Capitolino (cônsul em 274)
Capitolino (em latim: Capitolinus) foi oficial romano do século III, ativo durante o reinado do imperador Aureliano (r. 270–275). Em 274, tornou-se cônsul posterior com Aureliano.